# Scatopsciara pumilio
Scatopsciara pumilio är en tvåvingeart som först beskrevs av Holmgren 1883.  Scatopsciara pumilio ingår i släktet Scatopsciara och familjen sorgmyggor. Inga underarter finns listade i Catalogue of Life.